# Burgate (Hampshire)

Burgate (divisé en Upper Burgate et  Lower Burgate) est un hameau situé à la limite ouest du parc national de New Forest  dans le Hampshire, en Angleterre. Le hameau est situé sur l'A338 road.
La ville la plus proche est Fordingbridge, située à environ un kilomètre au sud-ouest.

## Vue d'ensemble
Burgate se trouve juste à l'est de la ville de Fordingbridge. Il a tiré autrefois sa réputation de l'auberge Tudor Rose Inn qui a maintenant cessé ses activités.
Le hameau se trouve juste à l’ouest de la rivière Avon et une passerelle  a été installée au-dessus de la rivière, à Burgate. La passerelle est un pont suspendu en acier constitué de parties réutilisées d'un pont Bailey, érigé en 1949-1950.

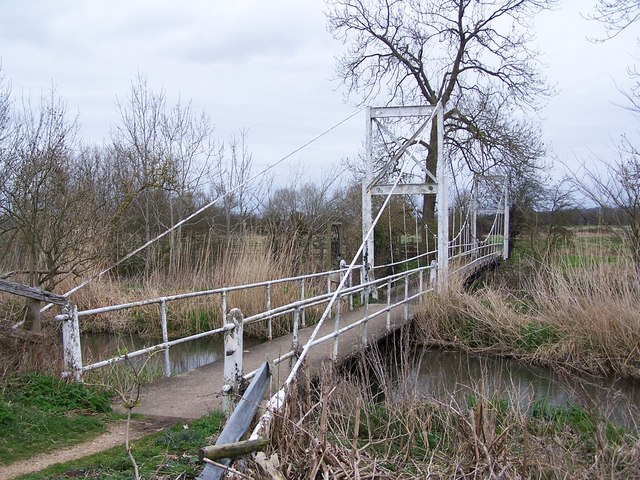
La passerelle, ancien pont Bailey.

Burgate Manor, situé dans le Lower Burgate, est le siège du Game & Wildlife Conservation Trust.

## Histoire

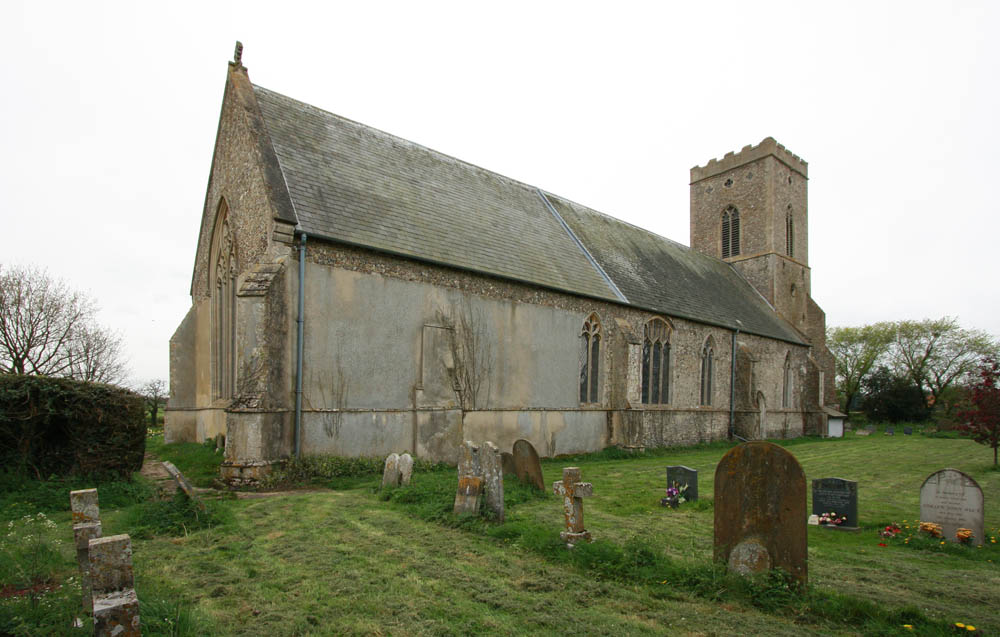
Église Sainte-Marie-de-Pitié à Burgate.

Le nom de Burgate vient du Vieil anglais et signifie porte de la fortification.
La fortification était peut-être la colline de l'âge de fer du camp Frankenbury de l'autre côté de la rivière Avon à  Godshill déjà divisé au temps du  Domesday Book  de 1086. Le Burgate inférieur est probablement représenté par le virgate des terres de Burgate détenues directement par le  roi, alors que le Burgate supérieur était probablement le virgate de terre que Picot tenait du roi.

### Lower Burgate
La terre représentant le Lower Burgate (ou Nether Burgate) a été concédée par  Henry II au Baron Manser Bisset.
Au XIVe siècle, elle appartenait à Simon de Burley, le favori de Richard II, exécuté en 1388.
Au début du XVe siècle, John Hall et son épouse Katherine se sont plaints que Sir Richard Arundell et d’autres avaient violemment saisi le manoir et les biens, avaient ligoté un de leurs serviteurs et l’avaient jeté dans la rivière Avon. Le fils de Katherine, John de Lekhull, qui prit le nom de Rivers, hérita du manoir en 1433-1434, mais a été assassiné par deux de ses serviteurs. La propriété est alors passée à son parent, William Bulkeley d'Eyton. Le manoir est resté aux Bulkeleys jusqu'au XVIIIe siècle avec John Bulkeley Coventry, le plus jeune fils de William Coventry, 5ème comte de Coventry. À sa mort en 1801, Lower Burgate passe à son neveu, John Coventry 6ème comte. Le manoir est ainsi fusionné à cette époque avec celui d'Upper Burgate .

### Upper Burgate
Longtemps, la seigneurie du Burgate supérieur (ou "Over Burgate") semble avoir appartenu au seigneur du manoir de Rockford.
Au début du XVIe siècle, William Coke possédait le manoir de l'Upper Burgate.
En 1670, la propriété appartenait à Robert Blachford qui possédait également un titre pour Sandhill Manor (Sandleheath), en 1702, avec Thomas Warre. 
Quelques années plus tard, le manoir semble avoir été acheté par William et Jeremiah Cray et ensuite transmis avec Ibsley à Percival Lewis à qui il appartenait encore en 1810. Il a ensuite été acquis par la famille Coventry et a fusionné avec le manoir de Lower Burgate.